# يايوه تايونج لاي
يايوه تيونج لاى (مواليد 18 ديسمبر 1929 في كلاج-18 أكتوبر 2017) كان رجل أعمال من ماليزيا.